# 里奧克雷斯波
09°42′18″S 62°53′59″W / 9.70500°S 62.89972°W
里奧克雷斯波（葡萄牙語：Rio Crespo），是巴西的城鎮，位於該國西北部，由朗多尼亞州負責管轄，始建於1992年2月13日，面積1,718平方公里，2010年人口3,316，人口密度每平方公里1.93人。